# برناردو دي فيلاسكو
برناردو دي فيلاسكو (بالإسبانية: Bernardo de Velasco)‏ هو عسكري باراغواياني وإسباني، ولد في 20 أغسطس 1742 في فيلادييغو في إسبانيا، وتوفي في 1815 في أسونسيون في باراغواي.